# Aharon Kacir
Aharon Kacir (hebrejsky: אהרן קציר; rodným jménem Aharon Kačalski, 15. září 1914, Lodž – 30. května 1972, Tel Aviv) byl izraelský chemik a průkopník v oblasti elektrochemie biopolymerů. Jeho bratr Efrajim byl v letech 1973 až 1978 izraelským prezidentem.

## Biografie
Narodil se v roce 1914 v Lodži v Polsku, v roce 1925 pak odešel do Palestiny, kde vystudoval chemii na Hebrejské univerzitě v Jeruzalémě. V roce 1936 vstoupil do Hagany a v roce 1947 společně s bratrem Efrajimem pomáhal založit Sbor vědeckého výzkumu a vývoje (CHEMED) při izraelské armádě. Během své akademické kariéry působil v řadě předních izraelských akademických pracovišť. V roce 1948 se stal vedoucím oddělení výzkumu polymerů na Weizmannově institutu věd a o čtyři roky později profesorem fyzikální chemie na Hebrejské univerzitě.
V roce 1961 mu byla udělena Izraelská cena a v letech 1962 až 1968 byl prezidentem Izraelské akademie věd a klasického vzdělávání.
Byl jednou z 26 obětí teroristického útoku na letišti Lod, který 30. května 1972 spáchali členové ultralevicové skupiny Japonská rudá armáda, rekturovaní Lidovou frontou pro osvobození Palestiny. Izrael vydal na jeho památku poštovní známky. Před jeho zavražděním byl tehdejší izraelskou ministerskou předsedkyní Goldou Meirovou zvažován na funkci izraelského prezidenta. Nakonec se prezidentem stal jeho mladší bratr Efrajim, který tuto funkci zastával v letech 1973 až 1978.
V roce 2005 byl v internetové soutěži 200 největších Izraelců zvolen 177. největším Izraelcem všech dob.